# Quyền LGBT ở Nauru
Quyền đồng tính nữ, đồng tính nam, song tính và chuyển giới (tiếng Nauru: ???) ở Nauru phải đối mặt với những thách thức pháp lý và xã hội mà những người không phải LGBT không gặp phải. Hoạt động tình dục đồng giới đã được hợp pháp kể từ tháng 5 năm 2016, nhưng không có sự công nhận hợp pháp của các công đoàn đồng giới, bảo vệ chống phân biệt đối xử hoặc các biện pháp bảo vệ khác.
Tổ chức Sự thật Con người đã liệt kê Nauru ở hạng 87 cho các quyền LGBT. Điều này tương tự với các quốc gia Thái Bình Dương khác, chẳng hạn như Palau (86), Quần đảo Marshall (88) và Micronesia (90).
Năm 2011, Nauru đã ký "tuyên bố chung về chấm dứt các hành vi bạo lực và vi phạm nhân quyền liên quan dựa trên xu hướng tính dục và bản dạng giới" ở Liên Hợp Quốc, lên án bạo lực và phân biệt đối xử với người LGBT.

## Bảng tóm tắt
| Hoạt động tình dục đồng giới hợp pháp                                                                                       | (Từ năm 2016)     |
| Độ tuổi đồng ý | (Từ năm 2016)     |
| Luật chống phân biệt đối xử chỉ trong việc làm                                                                              | No                |
| Luật chống phân biệt đối xử trong việc cung cấp hàng hóa và dịch vụ                                                         | No                |
| Luật chống phân biệt đối xử trong tất cả các lĩnh vực khác (Bao gồm phân biệt đối xử gián tiếp, ngôn từ kích động thù địch) | No                |
| Hôn nhân đồng giới | No                |
| Công nhận các cặp đồng giới                                                                                                 | No                |
| Con nuôi của các cặp vợ chồng đồng giới                                                                                     | No                |
| Con nuôi chung của các cặp đồng giới                                                                                        | No                |
| Người LGBT được phép phục vụ công khai trong quân đội                                                                       | Không có quân đội |
| Quyền thay đổi giới tính hợp pháp                                                                                           | [ 1 ]             |
| Truy cập IVF cho đồng tính nữ                                                                                               | No                |
| Mang thai hộ thương mại cho các cặp đồng tính nam                                                                           | No                |
| NQHN được phép hiến máu | No                |